# 기로란 콜린
기로란 콜린(일본어: キローラン 木鈴, 1992년 4월 7일 ~ )는 일본의 축구 선수이다.
그의 쌍둥이 형제인 기로란 나일 또한 축구 선수이다.

## 구단 경력
도쿄 베르디, 기라반츠 기타큐슈, 블라우블리츠 아키타에서 활동하였다.